# Верещин
Верещин — древнерусский город, упомянутый в летописи под 1204 годом. Относился к Червенским городам, присоединённым к Руси киевским князем Владимиром Святославичем в 981 году. Позже являлся частью Галицко-Волынского княжества. Вместе с другими городами Забужья Верещин после гибели князя Романа Мстиславича был захвачен поляками и в 1219 году возвращён Даниилом Романовичем.
Следы городища древнего Верещина расположены близ современного одноимённого села в Люблинском воеводстве Польши.